# Матчи мужской сборной России по волейболу 2010
В сезоне 2010 года сборная России под руководством Даниэле Баньоли приняла участие в двух официальных турнирах, став серебряным призёром Мировой лиги и заняв 5-е место на чемпионате мира.

## Хроника сезона
Подготовка к новому сезону началась для сборной России 23 мая в подмосковном Новогорске. В распоряжении Даниэле Баньоли и его помощников Ярослава Антонова и Роберто Пьяццы оказалось 17 из 19 игроков, заявленных на Мировую лигу — блокирующий Дмитрий Щербинин не прибыл на сбор из-за проблем со здоровьем, а диагональный «Зенита» Алексей Черемисин был дисквалифицирован Российским антидопинговым агентством. Главным изменением в составе по сравнению с прошлым сезоном стало отсутствие приостановившего выступления за сборную доигровщика Сергея Тетюхина. Его место в стартовой шестёрке занял Тарас Хтей — лучший игрок чемпионата России-2009/10, вернувшийся в национальную команду после четырёхлетнего перерыва. Наряду с ним Баньоли использовал на позиции доигровщика Юрия Бережко, Павла Абрамова, Дмитрия Красикова и Дениса Бирюкова. Основной диагональю сборной России осталась пара Сергей Гранкин — Максим Михайлов, которую по ходу матчей могли подменять Сергей Макаров и Семён Полтавский. Компанию Александру Волкову у сетки в большинстве матчей составлял 21-летний дебютант сборной Дмитрий Мусэрский, а ещё одним новобранцем стал 30-летний либеро Валерий Комаров, заменивший решившего пропустить очередной розыгрыш Мировой лиги Алексея Вербова.
Мировая лига начиналась для сборной России с шести домашних матчей в Екатеринбурге и Калининграде, в которых она одержала шесть побед и создала хороший задел для выхода в «Финал шести». Случившееся в выездной части интерконтинентального раунда сенсационное поражение от финнов, которые по мнению капитана российской команды Алексея Казакова просто «прыгнули выше головы и в какой-то момент поймали невероятный кураж на подаче», а также проигрыш американцам, усиливших свой состав по сравнению с матчами в Екатеринбурге Клейтоном Стэнли и Ридом Придди, не помешали россиянам занять первое место в группе. Из американского города Уичито подопечные Баньоли прямиком отправились в Кордову, где имели чуть больше недели на подготовку к финальному раунду.
В группе «Финала шести» россияне добились трудных побед в пяти сетах над сборными Италии и Кубы, а в полуфинале разгромили со счётом 3:0 команду Сербии во многом благодаря подавляющему преимуществу на блоке — 16:4. В середине третьей партии полуфинала российская дружина потеряла Тараса Хтея, подвернувшего голеностоп вследствие неудачного приземления после блокирования на ногу Дмитрия Мусэрского. Учитывая, что Павел Абрамов травмировался ещё в ходе интерконтинентального раунда, а Юрий Бережко получил повреждение в матче с итальянцами, из-за чего пропустил две игры, позиция доигровщика перед финалом с бразильцами стала проблемной.
В решающем матче Бережко сыграл на уколах, а Денис Бирюков, прекрасно проявивший себя в матче с кубинцами, на сей раз выглядел неубедительно и был заменён уже в первой партии. Дефицит доигровщиков заставил Даниэле Баньоли даже выпускать на приём штатного диагонального Семёна Полтавского. Наставник южноамериканцев Бернардиньо тоже не смог выставить на решающий матч всех сильнейших, оставив вне заявки травмированного диагонального Леандро Висото, однако атаки вышедшего вместо него Тео долгое время оставались загадкой для российского блока. Постепенно россиянам удалось наладить игру не только в этом элементе, но и на приёме, что позволило более вариативно заиграть в нападении и после двух проигранных партий не оставить сопернику шансов в третьем сете, а два подряд результативных блока второго связующего Сергея Макарова на Тео в четвёртой партии, сделавшие счёт 20:16 в пользу подопечных Баньоли, могли стать решающим моментом игры. Но не стали — собственные ошибки россиян вкупе с безупречной игрой московского динамовца Данте привели к победе его команды — 25:23 и 3:1. Российская сборная в пятый раз завоевала серебро Мировой лиги, вновь оказавшись совсем рядом с заветным трофеем. По итогам турнира трое её игроков получили индивидуальные призы: Максим Михайлов как самый результативный и лучший в атаке, Дмитрий Мусэрский как лучший на блоке и Сергей Гранкин как лучший связующий.
В рамках подготовки к чемпионату мира сборная России в августе провела двухнедельный интенсивный учебно-тренировочный сбор на базе «Волей Град», после завершения которого провела два контрольных матча в Германии с бундестим и три матча в рамках турнира «Трофей Белграда» против соперников по будущему чемпионату. Состав российской команды по сравнению с Мировой лигой претерпел некоторые изменения. Из-за травм не смогли поехать в Италию Павел Абрамов и Дмитрий Красиков, не попали в заявку Алексей Казаков и Александр Янутов, а пополнили команду доигровщик Евгений Сивожелез, либеро Алексей Вербов и центральный блокирующий Дмитрий Щербинин, для которого чемпионат мира стал дебютным турниром в составе национальной сборной. Новым капитаном был выбран Сергей Макаров.
Схема проведения чемпионата мира с тремя групповыми этапами, после которых 4 команды отправлялись в Рим продолжать борьбу за медали по системе плей-офф, выглядела весьма замысловатой. До начала турнира Даниэле Баньоли говорил, что «при нынешней формуле результаты двух первых раундов формально не имеют никакого значения», допустил, что «в какой-то момент некоторые топ-команды станут выбирать себе соперников по третьему раунду» и добавил: «Мы спрограммируем нашу дорогу в Рим таким образом, чтобы она была наиболее проходимой».
Соперниками сборной России на первом этапе в Модене стали заметно уступающие ей в классе сборные Камеруна, Австралии и Пуэрто-Рико, что позволило Баньоли продолжать давать игрокам максимальную нагрузку на тренировках и сильно варьировать состав по ходу матчей без ущерба для результата. На втором этапе в Катании сборная России с большим преимуществом одолела Египет, а взяв два стартовых сета в матче с испанцами, гарантировала себе выход в третий этап. Однако в случае победы над пиренейцами и первого места в группе перед командой Баньоли вырисовывалась перспектива получить в соперники на третьем этапе Бразилию и Кубу, а в случае поражения — Сербию и Аргентину. В итоге, начиная с третьей партии, Дмитрий Мусэрский, Тарас Хтей, Юрий Бережко и Максим Михайлов смотрели игру из квадрата для запасных, а заменившие их игроки особого желания побеждать во что бы то ни стало не продемонстрировали — 2:3.
При этом в заключительный день второго этапа российская команда была свободна от игр, а матчи с участием сборных Бразилии и Испании могли перевернуть все турнирные расклады. Испанцы, не став просчитывать варианты, обыграли сборную Египта и оставили Россию на втором месте в группе, а бразильцы сполна использовали возможность не попасть в одну группу с кубинцами, а заодно избежать встречи с Россией вплоть до финала. «Кто мог знать, что они тоже следят за нашими результатами — и вдобавок имеют день в запасе и преимущество в выборе нестандартных ходов?» — сокрушался Баньоли. Матч Бразилия — Болгария в Анконе, в котором победа не была нужна ни одной из команд, превратился в настоящий фарс: наставник болгар Сильвано Пранди выпустил второй состав, а Бернардиньо отправил пасовать резервного диагонального Тео, и его подопечные просто отдали игру болгарам, заполучив в соперники по третьему раунду Германию и Чехию.
В стартовом поединке третьего этапа во Флоренции сборная Сербии обыграла Аргентину, что при условии выхода в полуфинал только одной команды из группы приравнивало матч Россия — Сербия к четвертьфиналу, обязывая россиян побеждать. Перед чемпионатом мира балканскую сборную в очередной раз усилили олимпийские чемпионы Сиднея-2000 Никола Грбич и Иван Милькович. «Меня раздражает, когда кто-то считает, что с нами проще играть», — ответил Грбич на разговоры о возможном выборе тренером россиян более удобного соперника. 37-летний связующий и капитан брал слово в тайм-аутах вместо главного тренера Игора Колаковича, а в начале ключевого третьего сета при счёте 1:1 в матче, взял игру на себя, заработал 4 очка уже к первому техническому перерыву, обозначив перелом в ходе игры. С поражением со счётом 1:3 от первого на турнире соперника топ-уровня борьба за медали на чемпионате мира для сборной России закончилась. В дальнейшем российская команда провела три встречи — в рамках третьего этапа с аргентинцами и в утешительном турнире в Модене с болгарами и американцами, проиграв в них лишь один сет. Среди игроков сборной России индивидуальной награды был удостоен только Максим Михайлов как лучший нападающий турнира.
22 декабря на заседании Президиума Всероссийской федерации волейбола выступление сборной России в 2010 году было признано неудовлетворительным, а Даниэле Баньоли отправлен в отставку. К руководству российской командой вернулся Владимир Алекно.

## Статистика матчей
В 2010 году сборная России провела 25 официальных матчей, из которых 20 выиграла.
| № 1 (458) | 4 июня. Екатеринбург. Россия — США — 3:0 (25:15, 26:24, 25:14). Мировая лига. Интерконтинентальный раунд                   |
| Россия: Сергей Гранкин — 2 (0, 1, 1), Максим Михайлов — 6 (4, 1, 1), Тарас Хтей — 12 (10, 2, 0), Юрий Бережко — 11 (9, 0, 2), Дмитрий Мусэрский — 13 (8, 4, 1), Александр Волков — 8 (6, 0, 2), Валерий Комаров (л), Сергей Макаров, Семён Полтавский — 4 (3, 0, 1), Денис Бирюков, Алексей Казаков — 1 (0, 1, 0). США: Дональд Сужо — 1 (0, 0, 1), Эван Патак — 3 (3, 0, 0), Мэттью Андерсон — 9 (8, 1, 0), Райли Сэлмон — 8 (8, 0, 0), Дэвид Ли — 8 (6, 1, 1), Райан Миллар — 5 (3, 2, 0), Ричард Лэмбурн (л), Рассел Холмс, Кевин Хансен, Шон Руни, Пол Лотман, Максвелл Холт. Очки — 76:53 (атака — 40:28, блок — 9:4, подача — 8:2, ошибки соперника — 19:19). Время матча — 1:19. ДИВС «Уралочка». 4504 зрителя. Отчёт. | |
| № 2 (459) | 5 июня. Екатеринбург. Россия — США — 3:1 (25:14, 25:22, 21:25, 25:21). Мировая лига. Интерконтинентальный раунд            |
| Россия: Сергей Гранкин — 2 (2, 0, 0), Максим Михайлов — 23 (19, 3, 1), Тарас Хтей — 10 (9, 0, 1), Юрий Бережко — 12 (10, 1, 1), Дмитрий Мусэрский — 12 (8, 4, 0), Александр Волков — 9 (5, 4, 0), Валерий Комаров (л), Денис Бирюков, Сергей Макаров, Семён Полтавский — 6 (5, 1, 0). США: Кевин Хансен — 1 (0, 1, 0), Мэттью Андерсон — 16 (15, 1, 0), Шон Руни — 3 (2, 1, 0), Райли Сэлмон — 18 (15, 3, 0), Дэвид Ли — 12 (8, 4, 0), Райан Миллар — 4 (2, 2, 0), Ричард Лэмбурн (л), Максвелл Холт, Пол Лотман — 9 (8, 0, 1), Эван Патак. Очки — 96:82 (атака — 58:50, блок — 13:12, подача — 3:1, ошибки соперника — 22:19). Время матча — 1:45. ДИВС «Уралочка». 4325 зрителей. Отчёт. | |
| № 3 (460) | 11 июня. Калининград. Россия — Египет — 3:1 (26:24, 22:25, 25:21, 25:15). Мировая лига. Интерконтинентальный раунд         |
| Россия: Сергей Гранкин — 1 (1, 0, 0), Семён Полтавский — 11 (9, 1, 1), Тарас Хтей — 12 (10, 2, 0), Юрий Бережко — 10 (7, 2, 1), Дмитрий Мусэрский — 11 (6, 2, 3), Антон Асташенков — 10 (6, 4, 0), Валерий Комаров (л), Сергей Макаров — 1 (0, 1, 0), Максим Михайлов — 4 (4, 0, 0), Денис Бирюков — 1 (1, 0, 0), Алексей Казаков. Египет: Абдалла Ахмед — 4 (2, 0, 2), Ахмед Салах — 18 (18, 0, 0), Салех Фатхи — 5 (5, 0, 0), Мохамед Бадави — 13 (11, 2, 0), Абдель Латиф Ахмед — 8 (4, 3, 1), Рашад Атиа — 6 (4, 1, 1), Ваэль Аль Ауди (л), Хосам Абдалла, Махмуд Рауф — 1 (1, 0, 0), Ахмед Эль Котб, Мохамед Эль Даабуси. Очки — 98:85 (атака — 44:45, блок — 12:6, подача — 5:4, ошибки соперника — 37:30). Время матча — 1:41. «Калининград-Арена». 4650 зрителей. Отчёт.                                                                            | |
| № 4 (461) | 12 июня. Калининград. Россия — Египет — 3:2 (23:25, 25:19, 25:17, 22:25, 15:8). Мировая лига. Интерконтинентальный раунд   |
| Россия: Сергей Гранкин — 2 (1, 0, 1), Максим Михайлов — 15 (14, 0, 1), Тарас Хтей — 8 (5, 3, 0), Юрий Бережко — 15 (12, 1, 2), Дмитрий Мусэрский — 16 (11, 3, 2), Александр Волков — 14 (6, 7, 1), Валерий Комаров (л), Сергей Макаров, Семён Полтавский — 5 (4, 1, 0), Денис Бирюков, Дмитрий Красиков — 3 (3, 0, 0). Египет: Абдалла Ахмед — 2 (0, 1, 1), Ахмед Салах — 20 (16, 2, 2), Салех Фатхи — 3 (3, 0, 0), Мохамед Бадави — 12 (9, 3, 0), Абдель Латиф Ахмед — 12 (6, 4, 2), Рашад Атиа — 5 (3, 1, 1), Ваэль Аль Ауди (л), Махмуд Рауф — 5 (4, 1, 0), Хосам Абдалла, Ахмед Эль Котб — 2 (2, 0, 0), Мохамед Эль Даабуси. Очки — 110:94 (атака — 56:43, блок — 15:12, подача — 7:6, ошибки соперника — 32:33). Время матча — 1:56. «Калининград-Арена». 4780 зрителей. Отчёт.                                                                        | |
| № 5 (462) | 18 июня. Калининград. Россия — Финляндия — 3:0 (25:16, 25:21, 25:18). Мировая лига. Интерконтинентальный раунд             |
| Россия: Сергей Гранкин — 3 (2, 1, 0), Максим Михайлов — 16 (13, 1, 2), Тарас Хтей — 7 (4, 2, 1), Юрий Бережко — 3 (3, 0, 0), Дмитрий Мусэрский — 13 (6, 5, 2), Александр Волков — 11 (7, 3, 1), Валерий Комаров (л), Павел Абрамов — 6 (6, 0, 0), Дмитрий Красиков — 2 (2, 0, 0), Сергей Макаров. Финляндия: Ээми Тервапортти — 5 (1, 2, 2), Олли-Пекка Оянсиву — 10 (10, 0, 0), Антти Силтала — 8 (8, 0, 0), Урпо Сивула — 5 (5, 0, 0), Матти Ойванен, Юкка Лехтонен — 4 (3, 1, 0), Паси Хивяринен (л), Матти Хейтанен — 5 (5, 0, 0), Йессе Мянтиля, Симо-Пекка Олли. Очки — 75:55 (атака — 43:32, блок — 12:3, подача — 6:2, ошибки соперника — 14:18). Время матча — 1:18. «Калининград-Арена». 4640 зрителей. Отчёт. | |
| № 6 (463) | 19 июня. Калининград. Россия — Финляндия — 3:1 (25:18, 25:16, 18:25, 25:18). Мировая лига. Интерконтинентальный раунд      |
| Россия: Сергей Гранкин, Максим Михайлов — 17 (15, 1, 1), Тарас Хтей — 18 (14, 3, 1), Павел Абрамов — 9 (8, 0, 1), Дмитрий Мусэрский — 10 (5, 4, 1), Александр Волков — 12 (7, 5, 0), Александр Янутов (л), Дмитрий Красиков — 1 (1, 0, 0), Сергей Макаров, Алексей Казаков — 2 (1, 1, 0). Финляндия: Ээми Тервапортти — 2 (1, 0, 1), Олли-Пекка Оянсиву — 3 (2, 0, 1), Антти Силтала — 14 (13, 1, 0), Урпо Сивула — 17 (17, 0, 0), Матти Ойванен — 5 (3, 1, 1), Юкка Лехтонен — 3 (2, 1, 0), Паси Хивяринен (л), Матти Хейтанен — 9 (8, 1, 0), Йессе Мянтиля, Симо-Пекка Олли, Яри Туоминен. Очки — 93:77 (атака — 51:46, блок — 14:4, подача — 4:3, ошибки соперника — 24:24). Время матча — 1:38. «Калининград-Арена». 4310 зрителей. Отчёт. | |
| № 7 (464) | 25 июня. Каир. Египет — Россия — 0:3 (18:25, 18:25, 16:25). Мировая лига. Интерконтинентальный раунд                       |
| Египет: Абдалла Ахмед, Ахмед Салах — 15 (13, 1, 1), Салех Фатхи — 4 (4, 0, 0), Мохамед Бадави — 6 (6, 0, 0), Абдель Латиф Ахмед — 6 (2, 3, 1), Рашад Атиа — 4 (2, 2, 0), Ваэль Аль Ауди (л), Ахмед Юссеф, Ахмед Эль Котб, Ахмед Моссад, Ашраф Абуэльхассан. Россия: Сергей Гранкин — 1 (0, 0, 1), Максим Михайлов — 16 (13, 2, 1), Тарас Хтей — 6 (4, 2, 0), Павел Абрамов — 8 (8, 0, 0), Дмитрий Мусэрский — 12 (6, 4, 2), Александр Волков — 8 (5, 3, 0), Валерий Комаров (л), Дмитрий Красиков — 1 (1, 0, 0), Алексей Казаков — 1 (1, 0, 0), Антон Асташенков — 1 (1, 0, 0). Очки — 52:75 (атака — 27:39, блок — 6:11, подача — 2:4, ошибки соперника — 17:21). Время матча — 1:06. Cairo Complex Hall. 4800 зрителей. Отчёт. | |
| № 8 (465) | 26 июня. Каир. Египет — Россия — 0:3 (17:25, 12:25, 18:25). Мировая лига. Интерконтинентальный раунд                       |
| Египет: Абдалла Ахмед — 1 (0, 0, 1), Ахмед Салах — 12 (10, 1, 1), Салех Фатхи — 2 (2, 0, 0), Мохамед Бадави — 6 (6, 0, 0), Абдель Латиф Ахмед — 3 (2, 1, 0), Рашад Атиа — 4 (2, 0, 2), Мохамед Моавад (л), Ахмед Юссеф, Ашраф Абуэльхассан, Мохамед Эль Даабуси — 1 (0, 0, 1). Россия: Сергей Гранкин — 1 (1, 0, 0), Максим Михайлов — 12 (10, 1, 1), Тарас Хтей — 12 (9, 2, 1), Павел Абрамов — 3 (2, 1, 0), Дмитрий Мусэрский — 13 (7, 4, 2), Александр Волков — 8 (6, 1, 1), Валерий Комаров (л), Семён Полтавский — 2 (2, 0, 0), Дмитрий Красиков — 6 (3, 1, 2), Сергей Макаров. Очки — 47:75 (атака — 22:40, блок — 2:10, подача — 5:7, ошибки соперника — 18:18). Время матча — 1:07. Cairo Complex Hall. 5460 зрителей. Отчёт. | |
| № 9 (466) | 2 июля. Тампере. Финляндия — Россия — 0:3 (20:25, 19:25, 14:25). Мировая лига. Интерконтинентальный раунд                  |
| Финляндия: Ээми Тервапортти — 3 (1, 0, 2), Урпо Сивула — 8 (7, 1, 0), Антти Силтала — 6 (6, 0, 0), Матти Хейтанен — 9 (7, 1, 1), Константин Шумов — 2 (1, 1, 0), Матти Ойванен — 4 (3, 1, 0), Паси Хивяринен (л), Йессе Мянтиля, Олли-Пекка Оянсиву, Симо-Пекка Олли, Микко Ойванен — 3 (3, 0, 0), Юкка Лехтонен. Россия: Сергей Гранкин — 4 (4, 0, 0), Максим Михайлов — 16 (11, 2, 3), Дмитрий Красиков — 9 (7, 2, 0), Тарас Хтей — 11 (7, 3, 1), Дмитрий Мусэрский — 11 (7, 2, 2), Александр Волков — 9 (5, 3, 1), Валерий Комаров (л), Сергей Макаров, Алексей Казаков, Семён Полтавский. Очки — 53:75 (атака — 28:41, блок — 4:12, подача — 3:7, ошибки соперника — 18:15). Время матча — 1:10. Tampere Ice Arena. 4925 зрителей. Отчёт. | |
| № 10 (467) | 3 июля. Тампере. Финляндия — Россия — 3:1 (25:18, 18:25, 25:23, 25:19). Мировая лига. Интерконтинентальный раунд           |
| Финляндия: Ээми Тервапортти — 2 (1, 1, 0), Урпо Сивула — 25 (24, 1, 0), Антти Силтала — 11 (6, 1, 4), Матти Хейтанен — 12 (7, 4, 1), Константин Шумов — 15 (9, 3, 3), Матти Ойванен — 6 (5, 1, 0), Паси Хивяринен (л), Йессе Мянтиля, Симо-Пекка Олли, Микко Ойванен — 1 (1, 0, 0). Россия: Сергей Гранкин — 4 (2, 1, 1), Максим Михайлов — 20 (15, 3, 2), Дмитрий Красиков — 13 (11, 1, 1), Тарас Хтей — 11 (10, 1, 0), Дмитрий Мусэрский — 7 (5, 2, 0), Антон Асташенков — 8 (7, 1, 0), Валерий Комаров (л), Сергей Макаров, Семён Полтавский, Алексей Казаков — 1 (1, 0, 0), Денис Бирюков — 1 (1, 0, 0), Александр Волков — 1 (1, 0, 0). Очки — 93:85 (атака — 53:53, блок — 11:9, подача — 8:4, ошибки соперника — 21:19). Время матча — 1:45. Tampere Ice Arena. 5020 зрителей. Отчёт.                                                                | |
| № 11 (468) | 10 июля. Уичито. США — Россия — 3:0 (25:21, 27:25, 25:23). Мировая лига. Интерконтинентальный раунд                        |
| США: Кевин Хансен — 2 (2, 0, 0), Клейтон Стэнли — 12 (11, 1, 0), Шон Руни — 5 (4, 1, 0), Уильям Придди — 15 (11, 3, 1), Дэвид Ли — 3 (2, 1, 0), Рассел Холмс — 12 (10, 2, 0), Ричард Лэмбурн (л), Эван Патак, Максвелл Холт. Россия: Сергей Гранкин, Максим Михайлов — 6 (6, 0, 0), Дмитрий Красиков — 2 (1, 0, 1), Тарас Хтей — 9 (9, 0, 0), Дмитрий Мусэрский — 4 (3, 1, 0), Александр Волков — 9 (6, 3, 0), Валерий Комаров (л), Сергей Макаров, Семён Полтавский — 14 (13, 0, 1), Юрий Бережко — 5 (4, 0, 1), Алексей Казаков — 4 (3, 1, 0). Очки — 77:69 (атака — 40:45, блок — 8:5, подача — 1:3, ошибки соперника — 28:16). Время матча — 1:26. Charles Koch Arena. 5025 зрителей. Отчёт. | |
| № 12 (469) | 11 июля. Уичито. США — Россия — 1:3 (18:25, 25:22, 17:25, 19:25). Мировая лига. Интерконтинентальный раунд                 |
| США: Кевин Хансен — 1 (1, 0, 0), Клейтон Стэнли — 13 (10, 2, 1), Шон Руни — 2 (1, 1, 0), Уильям Придди — 15 (14, 1, 0), Дэвид Ли — 2 (1, 1, 0), Рассел Холмс — 11 (8, 2, 1), Альфредо Рефт (л), Эван Патак — 2 (2, 0, 0), Пол Лотман, Мэттью Андерсон — 9 (8, 1, 0), Тайлер Хильдебранд, Максвелл Холт — 2 (1, 1, 0). Россия: Сергей Макаров — 2 (1, 1, 0), Максим Михайлов — 8 (4, 4, 0), Тарас Хтей — 14 (8, 3, 3), Юрий Бережко — 13 (11, 2, 0), Дмитрий Мусэрский — 15 (7, 7, 1), Александр Волков — 11 (6, 5, 0), Валерий Комаров (л), Семён Полтавский — 6 (5, 0, 1), Дмитрий Красиков — 1 (1, 0, 0), Антон Асташенков. Очки — 79:97 (атака — 46:43, блок — 9:22, подача — 2:5, ошибки соперника — 22:27). Время матча — 1:42. Charles Koch Arena. 5450 зрителей. Отчёт.                                                                              | |
| № 13 (470) | 21 июля. Кордова. Италия — Россия — 2:3 (14:25, 25:22, 24:26, 25:23, 7:15). Мировая лига. Финальный раунд                  |
| Италия: Валерио Вермильо, Алессандро Феи — 20 (18, 0, 2), Симоне Пароди — 3 (3, 0, 0), Матей Чернич — 12 (11, 0, 1), Луиджи Мастранджело — 7 (4, 3, 0), Эмануэле Бирарелли — 7 (5, 0, 2), Давиде Марра (л), Кристиан Савани — 13 (11, 1, 1), Михал Ласко, Андреа Сала — 1 (1, 0, 0). Россия: Сергей Гранкин — 6 (3, 1, 2), Максим Михайлов — 18 (18, 0, 0), Тарас Хтей — 14 (8, 6, 0), Юрий Бережко — 13 (13, 0, 0), Дмитрий Мусэрский — 17 (11, 6, 0), Александр Волков — 11 (9, 1, 1), Валерий Комаров (л), Сергей Макаров, Семён Полтавский — 1 (1, 0, 0), Денис Бирюков — 1 (1, 0, 0). Очки — 95:111 (атака — 53:64, блок — 4:14, подача — 6:3, ошибки соперника — 32:30). Время матча — 1:51. Orfeo Superdomo. 3500 зрителей. Отчёт. | |
| № 14 (471) | 22 июля. Кордова. Россия — Куба — 3:2 (23:25, 25:14, 25:20, 22:25, 15:13). Мировая лига. Финальный раунд                   |
| Россия: Сергей Гранкин — 4 (3, 1, 0), Максим Михайлов — 21 (16, 3, 2), Тарас Хтей — 17 (11, 2, 4), Денис Бирюков — 18 (14, 2, 2), Дмитрий Мусэрский — 10 (5, 4, 1), Александр Волков — 11 (8, 2, 1), Валерий Комаров (л), Семён Полтавский, Сергей Макаров, Алексей Казаков. Куба: Райдель Йерресуэло — 5 (3, 2, 0), Роландо Сепеда — 6 (6, 0, 0), Вильфредо Леон — 13 (12, 1, 0), Йоандри Леаль — 14 (10, 3, 1), Османи Камехо — 3 (3, 0, 0), Роберланди Симон — 17 (14, 1, 2), Кейбель Гутьеррес (л), Густаво Лейва, Энри Бель, Фернандо Эрнандес — 15 (15, 0, 0), Йоандри Диас. Очки — 110:97 (атака — 57:63, блок — 14:7, подача — 10:3, ошибки соперника — 29:24). Время матча — 1:49. Orfeo Superdomo. 3000 зрителей. Отчёт. | |
| № 15 (472) | 24 июля. Кордова. Россия — Сербия — 3:0 (26:24, 25:15, 25:20). Мировая лига. Финальный раунд. 1/2 финала                   |
| Россия: Сергей Гранкин — 2 (2, 0, 0), Максим Михайлов — 21 (15, 5, 1), Тарас Хтей — 8 (6, 2, 0), Денис Бирюков — 5 (4, 1, 0), Дмитрий Мусэрский — 11 (7, 3, 1), Александр Волков — 12 (7, 5, 0), Валерий Комаров (л), Сергей Макаров, Семён Полтавский, Алексей Казаков, Дмитрий Красиков — 1 (1, 0, 0). Сербия: Владо Петкович, Саша Старович — 8 (8, 0, 0), Никола Ковачевич — 2 (2, 0, 0), Милош Никич — 7 (6, 1, 0), Драган Станкович — 6 (5, 1, 0), Марко Подрашчанин — 6 (5, 1, 0), Никола Росич (л), Боян Янич — 6 (5, 1, 0), Михайло Митич — 1 (0, 0, 1), Томислав Докич, Милош Терзич, Борислав Петрович — 1 (1, 0, 0). Очки — 76:59 (атака — 42:32, блок — 16:4, подача — 2:1, ошибки соперника — 16:22). Время матча — 1:17. Orfeo Superdomo. 4000 зрителей. Отчёт.                                                                              | |
| № 16 (473) | 25 июля. Кордова. Россия — Бразилия — 1:3 (22:25, 22:25, 25:16, 23:25). Мировая лига. Финальный раунд. Финал               |
| Россия: Сергей Гранкин — 1 (0, 1, 0), Максим Михайлов — 20 (17, 3, 0), Денис Бирюков, Юрий Бережко — 11 (11, 0, 0), Дмитрий Мусэрский — 16 (12, 3, 1), Александр Волков — 7 (3, 3, 1), Валерий Комаров (л), Сергей Макаров — 2 (0, 2, 0), Семён Полтавский — 3 (3, 0, 0), Дмитрий Красиков — 8 (6, 2, 0), Алексей Казаков. Бразилия: Марлон — 3 (1, 2, 0), Тео — 16 (12, 3, 1), Мурило — 8 (8, 0, 0), Данте — 18 (15, 3, 0), Родриган — 9 (7, 2, 0), Лукас — 2 (2, 0, 0), Марио (л) — 1 (1, 0, 0), Бруно, Жан Паоло — 2 (2, 0, 0), Сидан — 2 (1, 1, 0), Жиба — 1 (1, 0, 0). Очки — 92:91 (атака — 52:50, блок — 14:11, подача — 2:1, ошибки соперника — 24:29). Время матча — 1:49. Orfeo Superdomo. 9200 зрителей. Отчёт. | |
| № 17 (474) | 25 сентября. Модена. Россия — Камерун — 3:0 (25:11, 25:20, 25:22). Чемпионат мира. Первый групповой этап                   |
| Россия: Сергей Гранкин — 1 (1, 0, 0), Максим Михайлов — 14 (12, 0, 2), Тарас Хтей — 3 (2, 0, 1), Юрий Бережко — 11 (10, 1, 0), Дмитрий Мусэрский — 8 (5, 0, 3), Александр Волков — 4 (2, 1, 1), Валерий Комаров (л), Сергей Макаров, Семён Полтавский — 1 (1, 0, 0), Евгений Сивожелез — 5 (5, 0, 0), Антон Асташенков — 3 (2, 1, 0). Камерун: Жорж Кари — 2 (1, 1, 0), Жан Патрис Сан — 15 (14, 1, 0), Малики Мусса — 4 (4, 0, 0), Натан Вунембайна — 13 (11, 0, 2), Франсис Тонемасса, Сем Долегомбе — 1 (1, 0, 0), Ален Фосси (л), Оливье Зонзон — 8 (7, 1, 0), Жан Пьер Ндонго — 2 (1, 1, 0), Маллум Адам Аббас, Давид Фегу. Очки — 75:53 (атака — 40:39, блок — 3:4, подача — 7:2, ошибки соперника — 25:8). Время матча — 1:12. Palapanini. 3216 зрителей. Отчёт.                                                                                     | |
| № 18 (475) | 26 сентября. Модена. Россия — Австралия — 3:1 (25:17, 25:12, 24:26, 25:20). Чемпионат мира. Первый групповой этап          |
| Россия: Сергей Гранкин — 3 (2, 1, 0), Максим Михайлов — 27 (20, 2, 5), Тарас Хтей — 8 (6, 1, 1), Юрий Бережко — 11 (10, 1, 0), Дмитрий Мусэрский — 15 (11, 1, 3), Александр Волков — 9 (7, 1, 1), Алексей Вербов (л), Сергей Макаров, Семён Полтавский — 2 (1, 1, 0), Евгений Сивожелез — 2 (2, 0, 0), Дмитрий Щербинин. Австралия: Шейн Александр — 1 (0, 1, 0), Полл Кэрролл — 3 (3, 0, 0), Натан Робертс — 5 (5, 0, 0), Бенжамин Харди — 2 (2, 0, 0), Айдан Зингель — 2 (1, 1, 0), Трэвис Пассье — 1 (0, 1, 0), Аден Таттон (л), Игорь Юдин — 16 (14, 0, 2), Мэттью Янг — 1 (1, 0, 0), Томас Эдгар — 9 (9, 0, 0), Адам Уайт — 5 (5, 0, 0), Уильям Твайт — 4 (4, 0, 0). Очки — 99:75 (атака — 59:44, блок — 8:3, подача — 10:2, ошибки соперника — 22:26). Время матча — 1:32. Palapanini. 3231 зритель. Отчёт.                                           | |
| № 19 (476) | 27 сентября. Модена. Пуэрто-Рико — Россия — 2:3 (25:21, 14:25, 21:25, 25:23, 11:15). Чемпионат мира. Первый групповой этап |
| Пуэрто-Рико: Фернандо Моралес — 1 (0, 1, 0), Эктор Сото — 21 (21, 0, 0), Хосе Ривера — 3 (3, 0, 0), Виктор Ривера — 11 (10, 0, 1), Энрике Эскаланте — 12 (8, 2, 2), Луис Родригес — 15 (13, 1, 1), Арри Росарио (л), Хуан Фигероа, Алексис Матиас, Анхель Перес — 2 (0, 0, 2), Роберто Муньис. Россия: Сергей Гранкин, Максим Михайлов — 17 (10, 3, 4), Тарас Хтей — 5 (5, 0, 0), Юрий Бережко — 4 (4, 0, 0), Антон Асташенков — 13 (9, 4, 0), Александр Волков — 2 (1, 0, 1), Алексей Вербов (л), Сергей Макаров, Семён Полтавский — 22 (17, 2, 3), Евгений Сивожелез — 9 (7, 2, 0), Дмитрий Щербинин — 4 (2, 2, 0), Денис Бирюков — 3 (3, 0, 0). Очки — 96:109 (атака — 55:58, блок — 4:13, подача — 6:8, ошибки соперника — 31:30). Время матча — 1:45. Palapanini. 3313 зрителей. Отчёт.                                                                | |
| № 20 (477) | 30 сентября. Катания. Россия — Египет — 3:0 (25:21, 25:17, 25:18). Чемпионат мира. Второй групповой этап                   |
| Россия: Сергей Гранкин — 3 (1, 2, 0), Максим Михайлов — 13 (10, 2, 1), Тарас Хтей — 10 (8, 0, 2), Юрий Бережко — 8 (7, 1, 0), Дмитрий Мусэрский — 6 (6, 0, 0), Александр Волков — 7 (4, 3, 0), Алексей Вербов (л), Евгений Сивожелез, Денис Бирюков — 2 (2, 0, 0). Египет: Абдалла Ахмед — 2 (0, 0, 2), Ахмед Салах — 16 (14, 2, 0), Салех Фатхи — 5 (5, 0, 0), Мохамед Бадави — 5 (4, 0, 1), Абдель Латиф Ахмед — 5 (4, 1, 0), Рашад Атиа — 4 (3, 1, 0), Ваэль Аль Ауди (л), Ахмед Юссеф, Ахмед Эль Котб, Ашраф Абуэльхассан. Очки — 75:56 (атака — 38:30, блок — 8:4, подача — 3:3, ошибки соперника — 26:19). Время матча — 1:10. Palacatania. 1600 зрителей. Отчёт. | |
| № 21 (478) | 1 октября. Катания. Испания — Россия — 3:2 (17:25, 22:25, 25:21, 25:20, 15:13). Чемпионат мира. Второй групповой этап      |
| Испания: Гильермо Эрнан, Ибан Перес — 30 (28, 0, 2), Мануэль Севильяно — 7 (6, 1, 0), Серхио Нода — 10 (10, 0, 0), Хорхе Фернандес — 10 (10, 0, 0), Хулиан Гарсия-Торрес — 12 (8, 3, 1), Франсеск Льенас (л), Хорди Генс — 3 (2, 0, 1), Густаво Сауседо — 2 (2, 0, 0), Франсиско Хосе Родригес — 5 (5, 0, 0), Альберто Салас — 1 (0, 0, 1). Россия: Сергей Гранкин — 1 (0, 1, 0), Максим Михайлов — 16 (13, 1, 2), Тарас Хтей — 5 (3, 1, 1), Юрий Бережко — 9 (9, 0, 0), Дмитрий Мусэрский — 5 (2, 2, 1), Александр Волков — 17 (10, 5, 2), Алексей Вербов (л), Евгений Сивожелез — 7 (4, 1, 2), Семён Полтавский — 13 (9, 2, 2), Денис Бирюков — 4 (3, 1, 0), Дмитрий Щербинин — 5 (4, 1, 0), Сергей Макаров. Очки — 104:104 (атака — 71:57, блок — 4:15, подача — 5:10, ошибки соперника — 24:22). Время матча — 1:57. Palacatania. 3100 зрителей. Отчёт. | |
| № 22 (479) | 5 октября. Флоренция. Россия — Сербия — 1:3 (26:28, 25:16, 21:25, 25:27). Чемпионат мира. Третий групповой этап            |
| Россия: Сергей Гранкин — 1 (0, 0, 1), Максим Михайлов — 23 (21, 1, 1), Тарас Хтей — 14 (12, 2, 0), Юрий Бережко — 4 (4, 0, 0), Дмитрий Мусэрский — 14 (7, 5, 2), Александр Волков — 6 (4, 2, 0), Алексей Вербов (л), Сергей Макаров, Семён Полтавский — 2 (2, 0, 0), Антон Асташенков, Денис Бирюков — 1 (1, 0, 0). Сербия: Никола Грбич — 6 (3, 3, 0), Иван Милькович — 26 (25, 1, 0), Никола Ковачевич — 15 (12, 3, 0), Боян Янич — 10 (9, 1, 0), Драган Станкович — 6 (3, 3, 0), Марко Подрашчанин — 8 (6, 1, 1), Никола Росич (л), Владо Петкович — 1 (0, 0, 1), Милош Терзич, Милош Никич — 2 (1, 0, 1). Очки — 97:96 (атака — 51:59, блок — 10:12, подача — 4:3, ошибки соперника — 32:22). Время матча — 1:42. Nelson Mandela Forum. 2300 зрителей. Отчёт.                                                                                           | |
| № 23 (480) | 6 октября. Флоренция. Аргентина — Россия — 0:3 (22:25, 17:25, 15:25). Чемпионат мира. Третий групповой этап                |
| Аргентина: Лучано де Чекко — 1 (0, 1, 0), Федерико Перейра — 9 (6, 0, 3), Факундо Конте — 10 (10, 0, 0), Родриго Кирога, Мартин Бланко Коста — 4 (2, 2, 0), Себастьян Соле — 3 (2, 0, 1), Алексис Гонсалес (л), Мариано Джустиниано — 2 (2, 0, 0), Лукас Окампо — 6 (6, 0, 0), Густаво Схолтис, Пабло Крер — 3 (3, 0, 0), Николас Уриарте. Россия: Сергей Гранкин — 2 (0, 1, 1), Максим Михайлов — 13 (12, 0, 1), Тарас Хтей — 5 (4, 1, 0), Юрий Бережко — 8 (4, 4, 0), Дмитрий Мусэрский — 13 (9, 1, 3), Александр Волков — 9 (6, 1, 2), Алексей Вербов (л), Евгений Сивожелез, Денис Бирюков — 1 (1, 0, 0). Очки — 54:75 (атака — 31:36, блок — 3:8, подача — 4:7, ошибки соперника — 16:24). Время матча — 1:08. Nelson Mandela Forum. 2400 зрителей. Отчёт.                                                                                             | |
| № 24 (481) | 8 октября. Модена. Россия — Болгария — 3:1 (25:20, 26:24, 20:25, 25:23). Чемпионат мира. 1/2 финала за 5—8-е места         |
| Россия: Сергей Гранкин — 4 (3, 0, 1), Максим Михайлов — 19 (15, 3, 1), Тарас Хтей — 6 (6, 0, 0), Юрий Бережко — 13 (13, 0, 0), Дмитрий Мусэрский — 19 (10, 3, 6), Александр Волков — 8 (6, 2, 0), Валерий Комаров (л), Денис Бирюков, Евгений Сивожелез — 3 (1, 0, 2), Семён Полтавский, Сергей Макаров. Болгария: Андрей Жеков — 2 (0, 2, 0), Владимир Николов — 21 (17, 0, 4), Матей Казийски — 20 (17, 1, 2), Тодор Алексиев — 9 (9, 0, 0), Виктор Йосифов — 4 (2, 2, 0), Николай Николов — 3 (3, 0, 0), Теодор Салпаров (л), Валентин Братоев, Николай Пенчев — 1 (0, 1, 0), Христо Цветанов. Очки — 96:92 (атака — 54:48, блок — 8:6, подача — 10:6, ошибки соперника — 24:32). Время матча — 1:40. Palapanini. 3000 зрителей. Отчёт. | |
| № 25 (482) | 9 октября. Модена. Россия — США — 3:0 (25:19, 25:21, 25:19). Чемпионат мира. Матч за 5-е место                             |
| Россия: Сергей Гранкин — 1 (1, 0, 0), Максим Михайлов — 20 (17, 3, 0), Тарас Хтей — 13 (11, 1, 1), Юрий Бережко — 11 (9, 1, 1), Дмитрий Мусэрский — 5 (2, 3, 0), Александр Волков — 8 (5, 3, 0), Валерий Комаров (л), Сергей Макаров, Семён Полтавский — 1 (0, 1, 0), Евгений Сивожелез. США: Джонатан Уиндер, Клейтон Стэнли — 9 (7, 2, 0), Шон Руни — 13 (13, 0, 0), Уильям Придди — 1 (1, 0, 0), Дэвид Ли — 7 (5, 2, 0), Рассел Холмс — 3 (2, 1, 0), Ричард Лэмбурн (л), Кевин Хансен, Пол Лотман, Максвелл Холт — 1 (1, 0, 0), Мэттью Андерсон — 1 (0, 1, 0). Очки — 75:59 (атака — 45:29, блок — 12:6, подача — 2:0, ошибки соперника — 16:24). Время матча — 1:15. Palapanini. 4700 зрителей. Отчёт. | |

## Неофициальные матчи
| Товарищеские матчи |
| 3 сентября. Нордхаузен. Германия — Россия — 0:3 (16:25, 22:25, 18:25) Германия: Георг Грозер — 17, Себастьян Шварц — 9. Россия: Сергей Гранкин, Максим Михайлов — 16, Тарас Хтей — 14, Юрий Бережко — 7, Дмитрий Мусэрский — 13, Александр Волков — 6, Валерий Комаров (л), Алексей Вербов (л), Семён Полтавский, Денис Бирюков, Сергей Макаров. |
| 4 сентября. Дессау. Германия — Россия — 1:3 (25:18, 20:25, 22:25, 14:25) Германия: Георг Грозер — 25, Роберт Кромм — 11. Россия: Сергей Гранкин — 2, Максим Михайлов — 16, Тарас Хтей — 7, Евгений Сивожелез — 6, Дмитрий Мусэрский — 15, Антон Асташенков — 6, Алексей Вербов (л), Семён Полтавский — 6, Денис Бирюков — 5, Юрий Бережко — 5, Сергей Макаров, Дмитрий Щербинин. |
| «Трофей Белграда» |
| 7 сентября. Россия — Болгария — 3:2 (23:25, 22:25, 25:21, 25:22, 15:6) Россия: Сергей Гранкин — 4, Максим Михайлов — 20, Тарас Хтей — 15, Юрий Бережко — 16, Дмитрий Мусэрский — 15, Александр Волков — 8, Алексей Вербов (л), Евгений Сивожелез — 2, Семён Полтавский — 4, Денис Бирюков, Сергей Макаров. Болгария: Андрей Жеков — 5, Владимир Николов — 24, Матей Казийски — 16, Тодор Алексиев — 16, Виктор Йосифов — 3, Николай Николов — 3, Теодор Салпаров (л), Христо Цветанов, Методи Ананиев, Валентин Братоев, Цветан Соколов, Константин Митев. |
| 8 сентября. Россия — Куба — 3:1 (25:19, 22:25, 25:17, 34:32) Россия: Сергей Гранкин — 7, Максим Михайлов — 5, Тарас Хтей — 18, Юрий Бережко — 11, Дмитрий Мусэрский — 8, Александр Волков — 14, Валерий Комаров (л), Евгений Сивожелез, Семён Полтавский — 14, Сергей Макаров, Дмитрий Щербинин — 2. Куба: Йоандри Диас — 4, Вильфредо Леон — 19, Йоандри Леаль — 16, Энри Бель — 11, Роберланди Симон — 11, Исбель Меса — 4, Кейбель Гутьеррес (л), Фернандо Эрнандес, Райдель Йерресуэло, Османи Камехо.                                                 |
| 9 сентября. Сербия — Россия — 2:3 (22:25, 25:23, 17:25, 25:18, 11:15) Сербия: Никола Грбич — 6, Иван Милькович — 24, Милош Никич — 16, Боян Янич — 7, Драган Станкович — 6, Марко Подрашчанин — 6, Никола Росич (л), Борислав Петрович, Владо Петкович, Милош Терзич — 1, Саша Старович — 2. Россия: Сергей Гранкин, Максим Михайлов — 12, Тарас Хтей — 5, Юрий Бережко — 11, Дмитрий Мусэрский — 20, Александр Волков — 7, Алексей Вербов (л), Евгений Сивожелез — 8, Семён Полтавский — 7, Денис Бирюков — 7, Сергей Макаров, Антон Асташенков — 3.      |

## Игроки сборной в 2010 году
| Игрок             | Год рождения | Амплуа       | Клуб                           | Турниры и игры | Турниры и игры | Всего матчей | Очки              |
| Игрок             | Год рождения | Амплуа       | Клуб                           | МЛ             | ЧМ             | Всего матчей | Очки              |
| ----------------- | ------------ | ------------ | ------------------------------ | -------------- | -------------- | ------------ | ----------------- |
| Павел Абрамов     | 1979         | доигровщик   | «Ястшембский Венгель», «Искра» | 4 (3)          |                | 4            | 26 (24, 1, 1)     |
| Антон Асташенков  | 1981         | блокирующий  | «Искра», «Факел»               | 4 (2)          | 3 (1)          | 7            | 35 (25, 10, 0)    |
| Юрий Бережко      | 1984         | доигровщик   | «Динамо» М, «Модена»           | 9 (8)          | 9 (9)          | 18           | 172 (150, 14, 8)  |
| Денис Бирюков     | 1988         | доигровщик   | «Локомотив-Белогорье»          | 10 (3)         | 6 (—)          | 16           | 37 (31, 4, 2)     |
| Алексей Вербов    | 1982         | либеро       | «Искра»                        |                | 6              | 6            |                   |
| Александр Волков  | 1990         | блокирующий  | «Динамо» М, «Кунео»            | 15 (14)        | 9 (9)          | 24           | 211 (132, 63, 16) |
| Сергей Гранкин    | 1985         | связующий    | «Динамо» М                     | 15 (15)        | 9 (9)          | 24           | 49 (29, 11, 9)    |
| Алексей Казаков   | 1976         | блокирующий  | «Локомотив»                    | 10 (—)         |                | 10           | 9 (6, 3, 0)       |
| Валерий Комаров   | 1980         | либеро       | «Локомотив»                    | 15             | 3              | 18           |                   |
| Дмитрий Красиков  | 1987         | доигровщик   | «Газпром-Югра», «Факел»        | 11 (3)         |                | 11           | 47 (37, 6, 4)     |
| Сергей Макаров    | 1980         | связующий    | «Искра»                        | 15 (1)         | 7 (—)          | 22           | 5 (1, 4, 0)       |
| Максим Михайлов   | 1988         | диагональный | «Ярославич», «Зенит»           | 16 (15)        | 9 (9)          | 25           | 401 (324, 44, 33) |
| Дмитрий Мусэрский | 1988         | блокирующий  | «Локомотив-Белогорье»          | 16 (16)        | 8 (8)          | 24           | 276 (166, 73, 37) |
| Семён Полтавский  | 1981         | диагональный | «Динамо» М, «Ярославич»        | 13 (1)         | 7 (—)          | 20           | 93 (75, 9, 9)     |
| Евгений Сивожелез | 1986         | доигровщик   | «Факел»                        |                | 8 (—)          | 8            | 26 (19, 3, 4)     |
| Тарас Хтей        | 1982         | доигровщик   | «Локомотив-Белогорье»          | 15 (15)        | 9 (9)          | 24           | 238 (181, 39, 18) |
| Дмитрий Щербинин  | 1989         | блокирующий  | «Динамо» М                     |                | 3 (—)          | 3            | 9 (6, 3, 0)       |
| Александр Янутов  | 1983         | либеро       | «Газпром-Югра»                 | 1              |                | 1            |                   |